# Royal Ballet

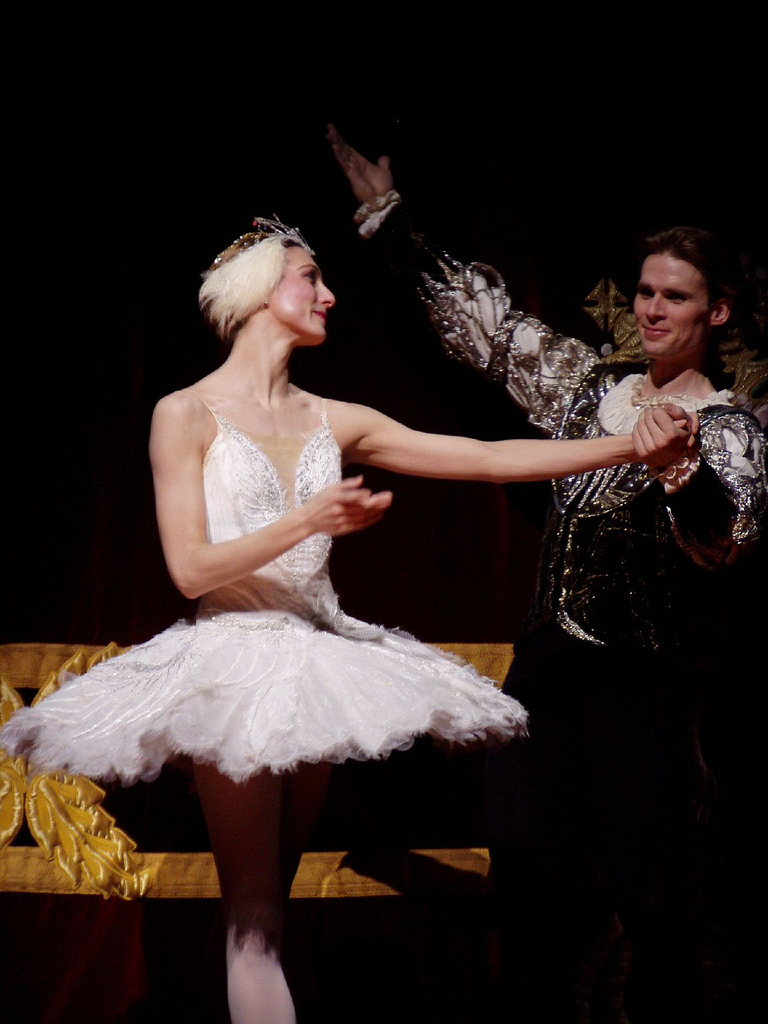
Royal Ballet ger Svansjön. Roberta Marquez i rollen som Odette.

Royal Ballet är Storbritanniens ledande balettensemble. Den är belägen i Covent Garden i London. Ensemblen grundades 1931 under namnet Vic-Wells Ballet av Ninette de Valois. Sedan oktober 1956 är också Royal Ballet School ansluten som en fri del av kompaniets verksamhet och räknas som en av världens främsta balettskolor.

## Repertoar
- Svansjön
- Giselle
- La Fille mal gardée
- Onegin
- Sylvia
- Törnrosa
- Askungen
- Manon
- Romeo och Julia
- Mayerling
- The Prince of the Pagodas
- A Month in the Country
- Winter Dreams
- The Tales of Beatrix Potter
- Peter och vargen
- Nötknäpparen
- Les Patineurs
- La Valse
- Themes and Variations
- Invitus Invitam
- Rhapsody
- Sensorium
- Våroffer
- Ballo Della Regina
- DGV
- Scenes de Ballet (Ashton)
- Voluntaries
- Still Life at the Penguin Cafe
- Alice's Adventures in Wonderland
- La Bayadère
- Eldfågeln
- Agon
- Symphony in C
- Ondine
- Concerto
- Elite Syncopations
- The Judas Tree
- Carmen
- Limen
- Chroma
- Asphodel Meadows
- Sphinx
- As One
- Electric Counterpoint
- Tryst
- Song of the Earth
- Anastasia
- The Dream

## Premiärdansare
Premiärdansare vid Royal Ballet från 2010 och framåt inkluderar:
- Natalia Osipova
- Steven McRae
- Anna Rose O'Sullivan
- Lauren Cuthbertson
- Carlos Acosta
- Marianela Nuñez

Några tidigare nämnvärda premiärdansare är:
- Margot Fonteyn
- Rudolf Nurejev
- Alicia Markova
- Frederick Ashton
- Anthony Dowell
- Ninette de Valois (kompaniets grundare)
- Alessandra Ferri